# 一坂俊太郎
一坂 俊太郎（いちさか しゅんたろう、1856年8月6日（安政3年7月6日） - 1922年（大正11年）2月4日）は、日本の政治家（衆議院議員）。徳島市長。

## 経歴
1874年に初代徳島市長である井上高格らと共に自由民権運動を訴える「自助社」を結成。しかし自助社が出版した「通諭書」は過激な言葉で日本政府を批判していた為、俊太郎らは政府に捕らわれてしまう。
この事件を裁いた玉乃世履は、公判廷での俊太郎の熱弁に魅了され、俊太郎を自分の養子にする話を持ち出したが、養子にはならなかった。
その後、京都府、内務省、逓信省で書記官などを務めた後、1907年に徳島市長に就任。4期に渡って市長を務めた。1912年に第11回衆議院議員総選挙に立憲政友会より出馬し当選した。
墓所は東京都港区の青山霊園立山墓地。

## 栄典
- 1885年（明治18年）10月8日 - 正七位[4]
- 1891年（明治24年）12月22日 - 従六位[5]
- 1894年（明治27年）2月28日 - 正六位[6]
- 1896年（明治29年）2月20日 - 従五位[7]
- 1903年（明治36年）12月26日 - 正五位[8]